# اچ‌ام‌اس وینچستر (۱۶۹۳)
اچ‌ام‌اس وینچستر (۱۶۹۳) (به انگلیسی: HMS Winchester (1693)) یک کشتی بود که طول آن ۱۴۶ فوت ۲٫۵ اینچ (۴۴٫۶ متر) بود.